# Ptecticus annulipes
Ptecticus annulipes är en tvåvingeart som beskrevs av Rozkosny och Kovac 2003. Ptecticus annulipes ingår i släktet Ptecticus och familjen vapenflugor. Inga underarter finns listade i Catalogue of Life.